# Chris Sutton
Christopher Roy "Chris" Sutton (sinh ngày 10 tháng 3 năm 1973) là cựu cầu thủ bóng đá chuyên nghiệp người Anh và huấn luyện viên. Ông chơi ở vị trí Tiền đạo từ năm 1991 đến năm 2007 cho các đội bóng Norwich City, Blackburn Rovers, Chelsea, Celtic, Birmingham City và Aston Villa. Sutton ghi hơn 150 bàn thắng trong hơn 400 trận đấu trong vòng 16 năm ở Ngoại hạng Anh và Giải bóng đá ngoại hạng Scotland.

## Sự nghiệp cầu thủ

### Norwich City (1991–1994)
Ông bắt đầu sự nghiệp ở câu lạc bộ Norwich City ban đầu là một trung vệ trước khi được chuyển đổi thành một tiền đạo của HLV Dave Stringer. Ông có trận ra mắt vào ngày 04 tháng 5 năm 1991 trong chiến thắng 1-0 trên sân nhà trước Queens Park Rangers ở giải hạng nhất(cũ) tiền thân của giải Ngoại hạng Anh sau này.
Trong mùa giải cuối cùng của Stringer là người quản lý, 1991-1992, Norwich vào bán kết FA Cup và Sutton dần giành được thành công với đội bóng đầu tiên. Sutton ra sân 21 lần ở mùa giải đó, ghi được hai bàn.
Ông nhanh chóng tìm thấy thành công ở vị trí mới của mình ở Norwich đội bóng đã chơi ở mùa giải đầu tiên của Ngoại hạng Anh (1992-1993), trước khi giành vị trí thứ ba ở giải dưới thời HLV mới của Mike Walker. Sutton chơi trong 38 trận ở Premier League mùa này, ghi được tám bàn thắng. Ông ghi bàn cao thứ hai của câu lạc bộ sau Mark Robins.
Vào mùa thu năm 1993, ông là một phần trong đội hình của phía Norwich mà đánh bại Bayern Munich từ UEFA Cup. Ông đã ghi 25 bàn thắng tại Ngoại hạng Anh mùa này, nhưng sau khi Walker đào thoát sang Everton vào tháng Giêng để lại cho John Deehan, Norwich trượt ra khỏi top năm và kết thúc giải ở vị trí thứ 12.
Bấy giờ, Sutton đã được liên hệ bởi một số những câu lạc bộ lớn nhất trong cả nước Anh, trong đó có Blackburn Rovers, Arsenal, Manchester United.

### Blackburn Rovers (1994–1999)
Sutton đã trở thành cầu thủ đắt giá nhất của bóng đá Anh vào tháng Bảy năm 1994, khi ông được chuyển đến Blackburn Rovers với giá 5 triệu bảng. Trong mùa giải đầu tiên của mình tại sân Ewood Park ông đã tạo nên cặp tiền đạo đáng sợ nhất ở giải Ngoại hạng Anh (được gọi là 'SAS') với Alan Shearer (người đã ghi 34 lần trong mùa giải đó) và ông ghi mười lăm bàn thắng tại Ngoại hạng Anh để giúp câu lạc bộ giành danh hiệu vô địch quốc gia đầu tiên của mình kể từ năm 1914.
Do bị chấn thương liên miên nên ông chỉ có 13 lần ra sân tại Premier League trong mùa 1995-1996 và không ghi một bàn thắng nào tại giải đấu này. Tiền đạo đá cặp thường xuyên Shearer của mùa giải đó là Mike Newell, nhưng vào cuối mùa giải cả Shearer và Newell rời câu lạc bộ, để lại Sutton và Kevin Gallacher là tiền đạo lớn duy nhất của Blackburn.
Ông lấy lại phong độ của mình trong ba mùa giải tiếp theo và là tay săn bàn ghi nhiều bàn nhất tại Ngoại hạng Anh mùa 1997-1998, ghi được 18 bàn.

### Chelsea (1999–2000)
Sutton đã được bán cho Chelsea với giá 10 triệu bảng sau khi Blackburn xuống hạng. Thời gian của ông ở Stamford Bridge là không hạnh phúc, trong khi cố gắng để được ra sân để xứng với cái giá của mình và để thích ứng với phong cách chơi, ghi một bàn cho Chelsea ở trận đấu trong chiến thắng 5-0 trước Manchester United trong 29 lần ra sân, và ghi tổng cộng 3 bàn thắng, 2 bàn còn lại ghi ở trận đấu với Skonto Riga ở vòng loại Champions League, và Hull City trong FA Cup. Ông đã không thậm chí ở băng ghế dự bị trong chiến thắng ở FA Cup của câu lạc bộ với Aston Villa, và đã được bán cho đội bóng ở Giải bóng đá ngoại hạng Scotland là đội Celtic với giá 6 triệu bảng vào mùa hè năm 2000.

### Celtic (2000–2006)
Sau khi mùa giải đáng thất vọng của mình tại Chelsea, Sutton nhanh chóng lấy lại thành tích ghi bàn ở Celtic. Sutton ghi bàn thắng ở trận ra mắt giải đấu của mình trong một 2-1 trước Dundee United vào tháng 7 năm 2000. Sutton được lòng yêu quý với các fan Celtic bốn tuần sau đó ở đầu trận Old Firm của mình chống lại Rangers - ghi bàn thắng trong một chiến thắng kịch tính 6-2 cho Celtic. Sutton đã tạo thành một cặp tiền đạo trên sân cỏ với cầu thủ người Thụy Điển Henrik Larsson, đồng thời làm lu mờ thời giai đoạn anh đá cặp với Shearer.
Ở Celtic ông đã cùng với đội bóng này giành 4 chức vô địch ngoại hạng Scotland,3 cúp quốc gia Scotland,1 cúp liên đoàn Scotland và 1 lần vào chung kết UEFA Cup và giành ngôi á quân.

### Birmingham City (2006)
Ông gia nhập câu lạc bộ Premier League Birmingham City vào tháng 1 năm 2006, nhưng chấn thương đã khiến ông chỉ ra sân 11 lần, ghi một bàn trong trận thua derby Birmingham trước Aston Villa vào giữa tháng 4. Một trong số những cầu thủ được trả lương cao bị chủ câu lạc bộ David Sullivan chỉ trích, Sutton đã được ra mắt vào cuối mùa giải, sau khi Birmingham xuống chơi ở Championship.

### Aston Villa (2006–2007)
Sutton ký hợp đồng với Aston Villa trong tháng 10 năm 2006, cho đến khi kết thúc mùa giải 2006-07, nơi ông hợp tác với cựu HLV của Celtic Martin O'Neill. Sutton đã ghi bàn thắng đầu tiên cho câu lạc bộ với chiến thắng trước Everton vào tháng 11 năm 2006.
Tuy nhiên, trong một trận đấu với Manchester United vào tháng 12 năm 2006, ông bị mờ mắt, và nhận được ý kiến của một số chuyên gia nói rằng chấn thương sẽ không hồi phục. Ngày 05 tháng 7 năm 2007, Sutton từ giã bóng đá do chấn thương mắt.

## Thống kê sự nghiệp

### Câu lạc bộ
| Câu lạc bộ          | Mùa giải            | League                  | League  | League    | Cúp quốc gia | Cúp quốc gia | League Cup | League Cup | Châu Âu | Châu Âu   | Giải khác | Giải khác | Tổng cộng | Tổng cộng |
| Câu lạc bộ          | Mùa giải            | Hạng đấu                | Số trận | Bàn thắng | Số trận      | Bàn thắng    | Số trận    | Bàn thắng  | Số trận | Bàn thắng | Số trận   | Bàn thắng | Số trận   | Bàn thắng |
| ------------------- | ------------------- | ----------------------- | ------- | --------- | ------------ | ------------ | ---------- | ---------- | ------- | --------- | --------- | --------- | --------- | --------- |
| Norwich City        | 1990–91             | First Division          | 2       | 0         | 0            | 0            | 0          | 0          | —       | —         | 0         | 0         | 2         | 0         |
| Norwich City        | 1991–92             | First Division          | 21      | 2         | 6            | 3            | 2          | 0          | —       | —         | 0         | 0         | 29        | 5         |
| Norwich City        | 1992–93             | Premier League          | 38      | 8         | 2            | 0            | 3          | 2          | —       | —         | —         | —         | 43        | 10        |
| Norwich City        | 1993–94             | Premier League          | 41      | 25        | 2            | 2            | 4          | 1          | 6       | 0         | —         | —         | 53        | 28        |
| Norwich City        | Total               | Total                   | 102     | 35        | 10           | 5            | 9          | 3          | 6       | 0         | —         | —         | 127       | 43        |
| Blackburn Rovers    | 1994–95             | Premier League          | 40      | 15        | 2            | 2            | 4          | 3          | 2       | 1         | —         | —         | 48        | 21        |
| Blackburn Rovers    | 1995–96             | Premier League          | 13      | 0         | 0            | 0            | 3          | 1          | 6       | 0         | 1         | 0         | 23        | 1         |
| Blackburn Rovers    | 1996–97             | Premier League          | 25      | 11        | 2            | 0            | 2          | 1          | 0       | 0         | —         | —         | 29        | 12        |
| Blackburn Rovers    | 1997–98             | Premier League          | 35      | 18        | 4            | 2            | 2          | 1          | 0       | 0         | —         | —         | 41        | 21        |
| Blackburn Rovers    | 1998–99             | Premier League          | 17      | 3         | 1            | 0            | 1          | 1          | 1       | 0         | —         | —         | 20        | 4         |
| Blackburn Rovers    | Total               | Total                   | 130     | 47        | 9            | 4            | 12         | 7          | 9       | 1         | 1         | 0         | 161       | 59        |
| Chelsea             | 1999–2000           | Premier League          | 28      | 1         | 4            | 1            | 0          | 0          | 7       | 1         | —         | —         | 39        | 3         |
| Celtic              | 2000–01             | Scottish Premier League | 24      | 11        | 4            | 0            | 3          | 2          | 4       | 1         | —         | —         | 35        | 14        |
| Celtic              | 2001–02             | Scottish Premier League | 18      | 4         | 2            | 0            | 2          | 0          | 8       | 3         | —         | —         | 30        | 7         |
| Celtic              | 2002–03             | Scottish Premier League | 28      | 15        | 1            | 0            | 2          | 0          | 12      | 4         | —         | —         | 43        | 19        |
| Celtic              | 2003–04             | Scottish Premier League | 25      | 19        | 4            | 2            | 1          | 0          | 14      | 7         | —         | —         | 44        | 28        |
| Celtic              | 2004–05             | Scottish Premier League | 27      | 12        | 5            | 3            | 0          | 0          | 5       | 1         | —         | —         | 37        | 16        |
| Celtic              | 2005–06             | Scottish Premier League | 8       | 2         | —            | —            | 1          | 0          | 1       | 0         | —         | —         | 10        | 2         |
| Celtic              | Total               | Total                   | 130     | 63        | 16           | 5            | 9          | 2          | 44      | 16        | —         | —         | 199       | 86        |
| Birmingham City     | 2005–06             | Premier League          | 10      | 1         | 1            | 0            | —          | —          | —       | —         | —         | —         | 11        | 1         |
| Aston Villa         | 2006–07             | Premier League          | 8       | 1         | 0            | 0            | 1          | 0          | —       | —         | —         | —         | 9         | 1         |
| Tổng cộng sự nghiệp | Tổng cộng sự nghiệp | Tổng cộng sự nghiệp     | 408     | 148       | 40           | 15           | 31         | 12         | 66      | 18        | 1         | 0         | 546       | 193       |

1. ↑  Số trận ở FA Cup, Scottish Cup
2. ↑  Số trận ở Football League Cup, Scottish League Cup
3. 1 2 3 4  Số trận ở UEFA Cup
4. 1 2 3  Số trận ở UEFA Champions League
5. ↑  Bảy trận và ba bàn thắng ở Champions League, một trận ở UEFA Cup
6. ↑  Hai trận và một bàn thắng ở Champions League, mười trận và ba bàn tháng ở UEFA Cup
7. ↑  Mười trận và sáu bàn thắng ở Champions League, bốn trận và một bàn thắng ở UEFA Cup

## Danh hiệu
Blackburn Rovers
- Premier League: 1994–95[17]

Celtic
- Scottish Premier League: 2000–01, 2001–02, 2003–04, 2005–06[18]
- Scottish Cup: 2000–01, 2003–04, 2004–05;[18] á quân: 2001–02
- Scottish League Cup: 2000–01;[18] á quân: 2002–03
- UEFA Cup á quân: 2002–03[18]

U21 Anh
- Toulon Tournament: 1993[19]